# Russian vodka
Russian Vodka — второй студийный альбом метал-группы «Коррозия металла». Первоначальный вариант альбома был создан в 1989 году, но официальная версия была записана в 1993 году на студии Polymax и выпущена в том же году фирмой Moroz Records (винил). Компакт-диск был выпущен в 1995 году этой же фирмой.

## Особенности и различия версий альбома
В отличие от оригинального магнитоальбома, в виниловой и дисковой версиях поменяли местами композиции, также специально для нового издания были записаны придуманные и исполняемые ещё до выхода кассетного Ордена Сатаны «Чёрный корабль» и «Зов теней», и, напоследок, инструментальные композиции тех же времён, что и предыдущие две, «Низвержение в Мальмстрим» и «Нойз». Для записи ремейка также были приглашены Максим Трефан для записи клавишных и Андрей Шатуновский для корректирования первоначальной барабанной записи Александра Бондаренко драм-машиной. Звук записи был обработан похожими эффектами на те, что присутствуют и в следующем альбоме 1.966. В оригинальной кассетной записи же отличительным моментом (помимо отсутствия вышеуказанных композиций) в композиции Russian Vodka были хлопки в ладоши, а также звуковые эффекты дудки, похожей мелодией и ритмом на ту, что звучала в серии фильмов Леонида Гайдая про Приключения Шурика. Также, помимо 6 композиций, попавших в ремейк, на магнитоальбоме присутствовали переигранные СПИД, Героин и Люцифер из Ордена Сатаны.
В том же 1993 году совместно с Игорем «Чумой» Чумычкиным («АлисА») на том же Polymax была перезаписана вещь K.K.K. на английском языке и с бэк-вокалом Романа Лебедева и Сергея Троицкого. Англоязычная K.K.K. вышла на сингле Nicht Kapituliren.
К выходу одноимённого иностранного сборника в 2008 году состав того времени переиграл композицию Russian Vodka, выпустив как в том сборнике, так и в переиздании альбома в 2010 году.

## Раздел композиций по авторству после расхода участников
Как известно, после ухода Высокосова из Коррозии металла, он вместе с Троицким поделили композиции по авторству, чтобы группа без Борова не исполняла его вещи, и наоборот. Однако, в качестве «подарка», Паук передал Борову две свои композиции, «Russian Vodka» и «Люцифер», как сказал Высокосов в одном из своих интервью. Последний, впрочем, эти композиции так и не стал исполнять, из-за чего впоследствии Троицкий вернул их себе обратно в свой репертуар.

## Список композиций

### MC издание (1989)
Все тексты написаны Сергеем Троицким, кроме указанного.
| №  | Название                                                    | Музыка                                          | Длительность |
| -- | ----------------------------------------------------------- | ----------------------------------------------- | ------------ |
| 1. | «СПИД»                                                      | Сергей Высокосов, Троицкий                      | 5:01         |
| 2. | «Героин»                                                    | Высокосов, Александр Бондаренко, Вадим Михайлов | 4:48         |
| 3. | «Crazy House»                                               | Троицкий, Высокосов                             | 4:18         |
| 4. | «Боже, Царя Храни & Съешь Живьём»                           | Высокосов, Троицкий, Бондаренко                 | 3:21         |
| 5. | «Пятнадцать человек на сундук с мертвецом (Весёлый Роджер)» | Высокосов, Троицкий, Бондаренко                 | 3:08         |
| 6. | «K.K.K.»                                                    | Высокосов, Троицкий, Бондаренко                 | 4:02         |
| 7. | «Танк вампира»                                              | Троицкий                                        | 3:08         |
| 8. | «Russian Vodka»                                             | Троицкий                                        | 3:36         |
| 9. | «Люцифер»                                                   | Троицкий                                        | 5:17         |

### LP и CD издания (1993)
| №   | Название                                                    | Текст песни | Музыка                                         | Длительность |
| --- | ----------------------------------------------------------- | ----------- | ---------------------------------------------- | ------------ |
| 1.  | «Съешь живьём»                                              |             | Высокосов, Троицкий, Бондаренко                | 3:14         |
| 2.  | «Russian Vodka»                                             |             | Троицкий                                       | 3:24         |
| 3.  | «Танк вампира»                                              |             | Троицкий                                       | 3:06         |
| 4.  | «Пятнадцать человек на сундук с мертвецом (Весёлый Роджер)» |             | Высокосов, Троицкий, Бондаренко                | 3:08         |
| 5.  | «Чёрный корабль»                                            |             | Троицкий                                       | 4:46         |
| 6.  | «K.K.K.»                                                    |             | Высокосов, Троицкий, Бондаренко                | 4:55         |
| 7.  | «Crazy House»                                               |             | Троицкий, Высокосов                            | 4:21         |
| 8.  | «Зов теней»                                                 |             | Троицкий                                       | 3:17         |
| 9.  | «Низвержение в Мальмстрим»                                  | —           | Высокосов                                      | 6:05         |
| 10. | «Нойз»                                                      | —           | Высокосов, Троицкий, Роман Лебедев, Бондаренко | 0:51         |

### CD переиздание (2007)
| №   | Название                                                    | Текст песни | Музыка                                   | Длительность |
| --- | ----------------------------------------------------------- | ----------- | ---------------------------------------- | ------------ |
| 1.  | «Съешь живьём»                                              |             | Высокосов, Троицкий, Бондаренко          | 3:14         |
| 2.  | «Russian Vodka»                                             |             | Троицкий                                 | 3:24         |
| 3.  | «Танк вампира»                                              |             | Троицкий                                 | 3:06         |
| 4.  | «Пятнадцать человек на сундук с мертвецом (Весёлый Роджер)» |             | Высокосов, Троицкий, Бондаренко          | 3:08         |
| 5.  | «Чёрный корабль»                                            |             | Троицкий                                 | 4:46         |
| 6.  | «K.K.K.»                                                    |             | Высокосов, Троицкий, Бондаренко          | 4:55         |
| 7.  | «Crazy House»                                               |             | Троицкий, Высокосов                      | 4:21         |
| 8.  | «Зов теней»                                                 |             | Троицкий                                 | 3:17         |
| 9.  | «Низвержение в Мальмстрим»                                  | —           | Высокосов                                | 6:05         |
| 10. | «Нойз»                                                      | —           | Высокосов, Троицкий, Лебедев, Бондаренко | 0:51         |
| 11. | «Russian Vodka (2007)»                                      |             | Троицкий                                 | 4:06         |

## Участники записи
- Сергей Троицкий «Паук» — бас-гитара, бэк-вокал (переигранные композиции из Ордена Сатаны в MC версии)
- Александр Бондаренко «Ящер» — ударные в MC версии, также первоначальные семплы в LP и CD версии
- Андрей Шатуновский — драм-машина (компьютерное исправление первоначальных ударных семплов в LP и CD версии)
- Роман Лебедев «Костыль» — гитара
- Максим Трефан «Питон» — клавишные (в LP и CD версии)
- Сергей Высокосов «Боров» — вокал, гитара

 Продюсирование 
- Евгений Трушин — сведение
- Алексей Белка — компьютерный дизайн